# Jaana Lammi
Jaana Lammi-Uusitalo (Siikainen, 21 luglio 1962) è una cantante finlandese.

## Biografia
Jaana Lammi è salita alla ribalta nel 1990 con la sua incoronazione a regina al festival del tango e della musica schlager finlandese Seinäjoen Tangomarkkinat, che le ha fruttato il suo primo contratto discografico con la MTV Records. Nello stesso anno ha realizzato, insieme alla sua controparte maschile al festival Jouni Raitio, il suo album di debutto Tango kuningatar ja kuningas, seguito da altri tre dischi pubblicati nel corso del decennio successivo.

## Discografia

### Album in studio
- 1990 – Tango kuningatar ja kuningas (con Jouni Raitio)
- 1991 – Uuteen seikkailuun
- 1996 – Rakkauden portit
- 2000 – Kuin laineet

### Raccolte
- 2011 – Aurinkorannikolla

### Singoli
- 1991 – Voi poika minkä teit!
- 1993 – On hyvä olla/Muistatko sen
- 1994 – Hunajainen/Illan tullen/Yksin
- 1995 – Rakkauteeni kiinni jäin/Palaatko/Jokainen päivä on liikaa